# Le Voyeur (roman)
Pour les articles homonymes, voir Le Voyeur.
Le Voyeur est un roman d’Alain Robbe-Grillet paru le 1er février 1955 aux éditions de Minuit et ayant reçu le prix des Critiques la même année.

## Historique
Le Voyeur est le deuxième roman de Robbe-Grillet. Son accueil par la critique est relativement négatif dans un premier temps, avec notamment des attaques d'Émile Henriot dans Le Monde et une forte défense de Roland Barthes, ou Michel Zéraffa dans Combat et Maurice Blanchot dans La Nouvelle Revue française. Le roman reçoit finalement le prix des Critiques et est vendu à plus de 10 000 exemplaires la première année de sa sortie en librairie.

## Résumé
Mathias est un voyageur de commerce, spécialisé dans la vente au porte à porte de montres, qui décide de passer la journée dans son île de naissance pour vendre sa marchandise. Méticuleux et précis, il a 6 heures pour faire le tour de l'île et tenter d'écouler ses 99 montres qu'il transporte dans une valise avant de reprendre le bateau qui le ramènera le soir, après trois heures de traversée, chez lui. Tout est organisé, les méthodes, les parcours, les durées. Cette minutie remonte à son enfance où déjà tous les détails prenaient une place importante dans sa vie. Mathias avait notamment la passion des cordelettes qu'il collectionnait. Devenu adulte, il en garde toujours une sur lui, dans la poche de sa canadienne. C'est avec ses montres et sa cordelette qu'il débarque sur l'île et commence sa tournée, jusqu'à la rencontre de la petite Jacqueline, écho d'une lointaine et mystérieuse Violette.

## Éditions
- Le Voyeur, éditions de Minuit, 1955,  (ISBN 2-7073-0243-0).
- Le Voyeur, coll. Folio, éditions Gallimard, 1973.